# Isi & ossi
Isi & Ossi es una película de comedia romántica alemana de 2020 dirigida y escrita por Oliver Kienle y protagonizada por Dennis Mojen , Lisa Vicari , Christina Hecke y Pegah Ferydoni. La historia gira en torno a la hija de un multimillonario y un boxeador en apuros que son opuestos entre sí. Inicialmente comienzan una relación  para aprovecharse el uno del otro.
Fue lanzada el 14 de febrero de 2020 por Netflix

## Trama
Isabelle ("Isi") vive con su familia de clase alta en Heidelberg , mientras que Oscar ("Ossi") reside en Mannheim en un pequeño apartamento con su madre soltera. Isi aspira a entrar en la escuela culinaria de Nueva York pero sus padres la presionan a ir a la universidad. Por ello se verá obligada a fingir una relación con Ossi para presionar a sus padres y que le permitan cumplir sus sueños, a cambio, ella financiará el partido de boxeo de Ossi. Lo que en un principio comenzó con un simple acuerdo falso acabará en un caos imparable entre ambos personajes.

## Producción
Isi & Ossi se rodó en tres localizaciones: Berlín , Mannheim y Heidelberg. Este tuvo una duración de un mes.

## Reparto[4]
- Lisa Vicari como Isabelle "Isi" Voigt
- Dennis Mojen como Oscar "Ossi" Markowski
- Walid Al-Atiyat como Tschünni, el mejor amigo de Ossi
- Christina Hecke como Claudia Voigt
- Ernst Stötzner como abuelo
- Lisa Hagmeister como Betty Markowski, la madre de Ossi
- Hans-Jochen Wagner como Manfred Voigt, el padre de Isi
- André Eisermann como entrenador de Ossi
- Zoë Straub como Camilla, la mejor amiga de Isi
- Pegah Ferydoni como maestra

## Recepción
Greg Wheeler, de The Review Geek , escribió: "Un chico y una chica de entornos opuestos se juntan y encuentran el amor. Es uno de los tópicos de comedia romántica más antiguos y típicosy, sin embargo, cada año hay una gran ola de películasque repiten esta idea dándole un giro ligeramente diferente... La película alemana de Netflix Isi & Ossi da un paso adeltante, toma esta idea cliché, entrelaza dos grandes sueños para producir una imagen indiferente pero hace poco para destacar entre tantos otros" Wheeler, sin embargo, elogió las actuaciones de Vicari y Mojen y su química natural